# إسم مورغان
إسم مورغان (بالإنجليزية: Esme Morgan) هي لاعبة كرة قدم بريطانية، ولدت في 18 أكتوبر 2000 في شفيلد في المملكة المتحدة. لعبت مع مانشستر سيتي للسيدات.

## وصلات خارجية
- إسم مورغان على موقع الاتحاد الأوربي (الإنجليزية)
- إسم مورغان على موقع قاعدة بيانات كرة القدم.إي يو (الإنجليزية)
- إسم مورغان على موقع Soccerway.com (الإنجليزية)
- إسم مورغان على موقع عالم كرة القدم.نت (الإنجليزية)